# Władimir Koriecki
Władimir Michajłowicz Koriecki (ros. Владимир Михайлович Корецкий, ur. 5 lutego?/17 lutego 1890 w Jekaterynosławiu, zm. 25 lipca 1984 w Kijowie) – radziecki prawnik, Bohater Pracy Socjalistycznej (1980).

## Życiorys
W 1910 ukończył ze złotym medalem gimnazjum w Jekaterynosławiu i podjął studia prawnicze na Uniwersytecie Moskiewskim, a później na uniwersytecie w Charkowie, który ukończył w 1916 i został jego wykładowcą. W 1919 uczestniczył w zakładaniu Charkowskiego Instytutu Gospodarki Narodowej (na bazie Uniwersytetu Charkowskiego), gdzie został zastępcą dziekana wydziału prawnego; później instytut został przemianowany na Charkowski Instytut Radzieckiego Budownictwa i Prawa, następnie na Wszechukraiński Komunistyczny Instytut Radzieckiego Budownictwa i Prawa, a w 1937 na Charkowski Instytut Prawny (od 2013 roku nosi nazwę Narodowy Uniwersytet Prawny im. Jarosława Mądrego). W 1937 został kierownikiem katedry historii państwa i prawa w tym instytucie. Równocześnie z pracą wykładowcy, w latach 1921–1922 pracował w Ludowym Komisariacie Spraw Zagranicznych Ukraińskiej SRR. W 1939 otrzymał tytuł doktora nauk prawnych, po ataku Niemiec na ZSRR został ewakuowany do Uzbekistanu, po czym wykładał w Taszkenckim Instytucie Prawnym światową historię państwa i prawa, w 1944 wrócił do pracy w instytucie w Charkowie, gdzie w 1947 objął katedrę prawa międzynarodowego, w czerwcu 1948 został akademikiem Akademii Nauk Ukraińskiej SRR, a w czerwcu 1948 członkiem Prezydium tej akademii. W 1974 został dyrektorem Instytutu Państwa i Prawa Akademii Nauk Ukraińskiej SRR. Jako znawca prawa międzynarodowego brał aktywny udział w pracach władz Ukraińskiej SRR w ONZ; w 1946, 1947 i 1949 wchodził w skład delegacji Ukraińskiej SRR na I, II i IV Sesje Zgromadzenia Ogólnego ONZ, 1947-1949 był członkiem i I zastępcą przewodniczącego Komisji Praw Człowieka ONZ. Uczestniczył również w międzynarodowych konferencjach w Genewie i brał udział w pracach 48 Sesji Towarzystwa Prawa Międzynarodowego w Nowym Jorku. W 1960 został honorowym członkiem Indyjskiego Towarzystwa Prawa Międzynarodowego, w 1965 członkiem korespondentem, w 1977 członkiem rzeczywistym, a w 1983 członkiem honorowym Instytutu Prawa Międzynarodowego w Genewie. W 1968 został akademikiem Meksykańskiej Akademii Prawa Międzynarodowego, a w 1971 Argentyńskiego Towarzystwa Prawa Międzynarodowego.

## Odznaczenia
- Medal Sierp i Młot Bohatera Pracy Socjalistycznej (15 lutego 1980)
- Order Lenina (15 lutego 1980)
- Order Rewolucji Październikowej
- Order Czerwonego Sztandaru Pracy

I medale.